# NGC 7629
NGC 7629 је лентикуларна галаксија у сазвежђу Рибе која се налази на NGC листи објеката дубоког неба.
Деклинација објекта је + 1° 24' 13" а ректасцензија 23h 21m 19,3s. Привидна величина (магнитуда) објекта NGC 7629 износи 13,8 а фотографска магнитуда 14,8. NGC 7629 је још познат и под ознакама MCG 0-59-31, CGCG 380-40, NPM1G +01.0587, PGC 71175.